# Porphyrinia hansa
Porphyrinia hansa là một loài bướm đêm trong họ Noctuidae.